# Manbuta mapiriensis
Manbuta mapiriensis là một loài bướm đêm trong họ Erebidae.